# Paul Stauffer
Pour les articles homonymes, voir Stauffer.
Paul Stauffer, né le 7 avril 1930 à Bâle et mort le 18 octobre 2008 à Berne, est un historien, ambassadeur et essayiste suisse.

## Publications
- (de) Carl Jakob Burckhardt, Zwischen Hofmannsthal und Hitler, Facetten einer außergewöhnlichen Existenz, 1991
- (de) Sechs furchtbare Jahre ...: auf den Spuren Carl Jakob Burckhardts durch den Zweiten Weltkrieg, 1998
- (de) Juden, Polen, Schweizer, Zurich, 2004
- (de) Die Idee des europäischen Gleichgewichts im politischen Denken Johannes von Müllers, Basel : Helbing & Lichtenhahn, 1960